# Верх-Убинский сельский округ
Верх-Уби́нский се́льский окру́г (каз. Верх-Уба ауылдық округі) — административная единица в составе Шемонаихинского района Восточно-Казахстанской области Казахстана.
Административный центр — село Верх-Уба.

## География
Согласно решению Шемонаихинского районного маслихата Восточно-Казахстанской области от 11 февраля 2022 года № 15/10-VII «Об утверждении Плана по управлению пастбищами и их использованию по Верх-Убинскому сельскому округу Шемонаихинского района на 2022-2023 годы» — общая площадь Верх-Убинского сельского округа составляет 35188 га; в том числе: земли сельскохозяйственного назначения — 20204 га, земли населенных пунктов — 3027 га, земли промышленности, транспорта, связи, для нужд космической деятельности, обороны,национальной безопасности и иного несельскохозяйственного назначения — 75 га, земли лесного фонда — 9583 га, земли водного фонда — 384 га, земли запаса — 1915 га. Гидрография сельского округа представлена главным образом рекой Убой и её притоками.

## История
По состоянию на 1989 год — Верхубинский сельсовет (село Верх-Уба).
Решением XIX сессии Восточно-Казахстанского областного маслихата от 29 декабря 1998 года № 19/10 «О внесении изменений в административно-территориальное устройство некоторых городов и районов Восточно-Казахстанской области» — село Зауба Волчанского сельского округа был передан в состав Верх-Убинского сельского округа. 
Постановлением Восточно-Казахстанского областного акимата от 04 июля 2014 года № 178 и решением Восточно-Казахстанского областного маслихата от 09 июля 2014 года № 20/258-V «О внесении изменений в административно-территориальное устройство Шемонаихинского района Восточно-Казахстанской области» — населённый пункт Зауба был отнесён к категориям иных поселений и исключён из учётных данных; поселение упразднённого населённого пункта вошло в состав села Верх-Уба.

## Население
| Численность населения | Численность населения | Численность населения |
| 1989                  | 1999                  | 2009                  |
| --------------------- | --------------------- | --------------------- |
| 3008                  | ↗3281                 | ↘2349                 |

## Состав
| № | Населённый пункт | Тип населённого пункта       | КАТО      | Географические координаты       | Население, 2009 г. |
| - | ---------------- | ---------------------------- | --------- | ------------------------------- | ------------------ |
| 1 | Верх-Уба         | село, административный центр | 636841100 | 50°28′36″ с. ш. 82°25′04″ в. д. | ↘2 315             |
| 2 | Зауба            | село, упразднено             | 636841109 | 50°29′44″ с. ш. 82°25′27″ в. д. | ↘34                |